# Dieter de Lazzer
Dieter de Lazzer (* 1941 in Heidenheim) ist ein deutscher Schriftsteller, Theologe und Rechtsanwalt.

## Leben
Dieter de Lazzer ist als Rechtsanwalt einer der Initiatoren der Numerus-clausus-Prozesse. Weitere Spezialitäten sind Hochschulrecht, Kunstrecht, Wirtschaftsrecht (GmbH, Außenwirtschaft) und Medizinrecht. Zu diesen und anderen juristischen Themen (wie dem Erbrecht) hat er mehrere Fach- und Studienbücher publiziert, dazu theologische und philosophische Publikationen. Viele Jahre versah er Lehraufträge in der Ausbildung der Rechtsreferendare beim OLG Stuttgart im Recht der GmbH sowie an der Merz-Akademie und der Akademie der Bildenden Künste Stuttgart zum Urheberrecht und Recht der bildenden Kunst.
Er verfasste zahlreiche Drehbücher für Fernsehserien und Kriminalfilme, zumeist als Partner des bekannten Autors Felix Huby, darunter die erfolgreichen Serien Oh Gott, Herr Pfarrer, Pfarrerin Lenau und Zwei Brüder. Huby und de Lazzer haben zahlreiche Drehbücher für Tatort-Krimis verfasst, insbesondere für den Stuttgarter Kommissar Ernst Bienzle.
Ebenfalls zusammen mit Felix Huby entstanden als Theaterstücke die Komödie Selbscht ischt der Mann 2006/7, und Georg Elser – Allein gegen Hitler 2008/9.
Als literarischer Autor schrieb de Lazzer in verschiedenen Genres, so auch diverse Kriminalromane. Jüngst erschienen ein Band Interviews mit Felix Huby, Fast wie von selbst, sowie die autobiographischen Notizen: Buch für einen Leser I. Im November 2011 ist der Kriminalroman Tod eines Philosophen im Verlag Königshausen & Neumann erschienen.
Ehrenamtlich war de Lazzer viele Jahre Vorstandsmitglied des Leibniz-Kolleg Tübingen und Stiftungsratsvorsitzender des Landschulheims Urspringschule in Schelklingen. Er ist Vorsitzender des Hochschulrats der Staatlichen Hochschule für Gestaltung Karlsruhe/HfG Karlsruhe.

## Filmografie (Auswahl)
- 1992: Tatort – Bienzle und der Biedermann
- 1995–1999 Zwei Brüder (mehrere Folgen)
- 2005: Tatort – Bienzle und der Feuerteufel
- 2006: Tatort – Bienzle und der Tod im Weinberg